# ماتيا دال بيلو
ماتيا دال بيلو (بالإيطالية: Mattia Dal Bello)‏ هو لاعب كرة قدم إيطالي في مركز الوسط، ولد في 19 يناير 1984 في أسولو ( ايطاليا ) في إيطاليا، وتوفي في 11 ديسمبر 2004 في باسانو دل غرابا في إيطاليا بسبب حادث مرور. لعب مع إيه سي ميلان.